# Базилика Святого Патрика (Оамару)
Базилика Святого Патрика (англ. St Patrick’s Basilica) ― католическая церковь, расположенная в новозеландском городе Оамару. Была спроектирована архитектором Фрэнсисом Петре. В настоящее время базилика, образующая архитектурный ансамбль вместе с приходским домом и зданием кафедральной школы, находится под защитой Фонда по охране исторических мест Новой Зеландии. Классический портик и три купола базилики стали заметной частью ландшафта Оамару, а само здание примечательно благодаря высокому качеству декоративных элементов, выполненных с помощью резьбы по камню.

## Описание
Базилика высотой 45 метров, построенная в неопалладианском стиле, расположена в конце Аск-стрит ― улицы, берущей своё начало на набережной Тихого океана и заканчивающейся у портика церкви. Этот портик образован восемью колоннами коринфского ордера (шесть ― спереди, две ― сзади), сооружёнными из камня Оамару; базы колонн опираются на высокие пьедесталы. Переднюю часть базилики венчают два маленьких купола, заднюю ― один большой. В нише с левой стороны от портика располагается статуя святого Колумбы, с правой стороны ― статуя святого Патрика. Основной мотив интерьера церкви задают два ряда известняковых колонн, протянувшихся вдоль нефа. Кессонный цинковый свод, улучшающий акустику помещения, обрамлён лепными карнизами. Церковь освещается естественным светом, льющимся из окон клеристория.

## История

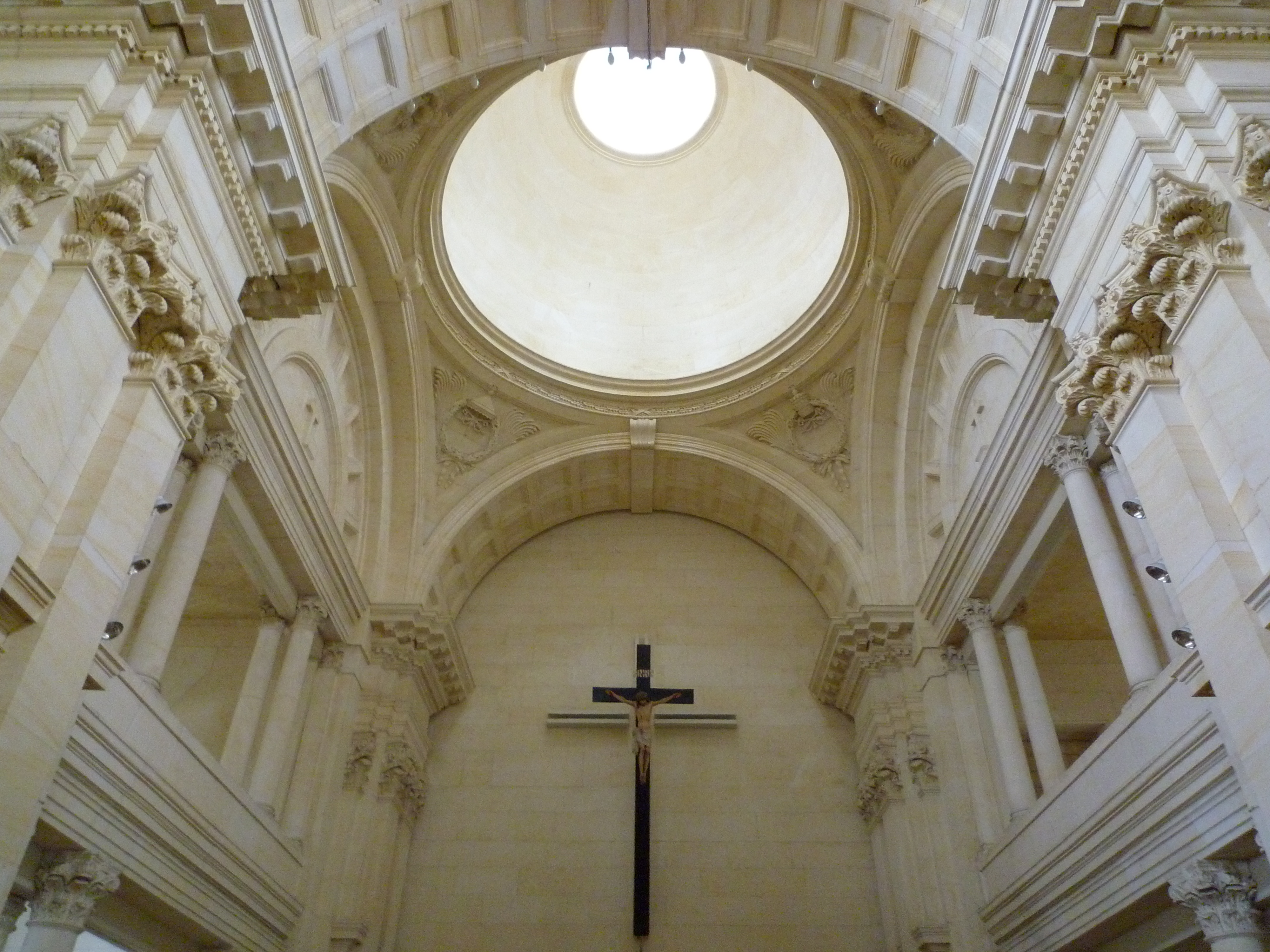
Интерьер базилики

Инициатором строительства базилики был Отец (впоследствии ― Монсеньор) Джон Маккей, занявший должность приходского священника в Оамару 3 марта 1890 года. Он хотел построить церковь, которая бы отвечала потребностям его прихожан, и начал сбор средств на её возведение. К апрелю 1893 года Маккей накопил сумму, достаточную для того, чтобы начать строительство. Ещё во время своего путешествия по Европе Маккей вдохновился памятниками палладианской архитектуры; именно поэтому он поручил Фрэнсису Петре спроектировать церковь в схожем стиле. Первый камень в фундамент базилики был заложен епископом Мораном из Данидина в 1893 году, в день Святой Троицы. Победителем тендера на строительство стал предприниматель Д. У. Вудс.
Церковь возводилась в несколько этапов: с июня 1893 по ноябрь 1894 ― неф, хор и временный алтарь, с ноября 1894 по апрель 1903 ― портик и два передних купола, с 1917 года ― постоянный алтарь, ризницы, трибуны, капеллы и главный купол. Несмотря на то, что церковь была освящена ещё 18 ноября 1894 года, её строительство было завершено только к концу 1918 года. Окончательная стоимость здания составила 13 тысяч фунтов стерлингов.
Маккей служил приходским священником в Оамару в течение 36 лет (1890 ― 1926) и руководил строительством церкви на протяжении 25 лет, с 1893 по 1918 год. Церемония открытия базилики состоялась 8 декабря 1918 года. Монсеньор Маккей к тому времени отмечал золотой юбилей своего рукоположения. Через два дня после официального открытия церкви ― 10 декабря 1918 года ― её архитектор, Фрэнсис Петре, скончался на 72-м году жизни.

## Орган
В 1915 году в базилике был установлен орган-позитив, который, по словам историка Тома Галлахера, «значительно повысил мастерство приходских певчих».